# 막투이
막투이(베트남어: Mạc Thúy / 莫邃 막수, ? ~ 1412년)는 대월 쩐 왕조, 호 왕조 시기 찌린현(至靈縣) 롱동랑(隴洞廊, 현재의 하이즈엉성 남삭현 남떤사) 사람이다. 쩐 왕조의 재상인 막딘찌의 손자이자 막자오의 아들이다.

## 생애
1407년, 명나라가 호 왕조를 공격해 멸망시켰다. 막투이는 박장 등 부현(府縣)의 기로(耆老) 1,200명과 함께 쩐씨의 자손이 호꾸이리에게 모두 살해되었음을 선언하고 명나라에 베트남을 과거처럼 중국의 군현으로 회복시켜달라고 청하였다. 명나라는 호꾸이리, 호한뜨엉 부자를 사로잡은 뒤 그들이 건의한 대로 행하였다. 구준(丘濬)의 《평정교남록(平定交南錄)》에는 막투이가 호한트엉과 그의 태자를 사로잡았다고 되어 있다.
명나라는 교지포정사사(交趾布政使司)를 설립하고 막투이를 우참정(右參政)으로 삼았다. 1408년, 간정제가 병사를 일으켜 후 쩐 왕조를 세우고 명나라에 저항하였다. 막투이는 장보를 따라 간정제의 거점인 연주(演州)를 공격하였다. 간정제와 당떳은 장보를 대적하지 못하여 화주(化州)로 달아났다. 명나라군은 그대로 추격하여 보찐해구(布政海口)에 이르렀다.
1412년, 농문력(農文歷)이 르엉선(諒山)에서 반란을 일으켜 명나라군이 이동하는 도로를 막은 뒤 수많은 명나라군을 죽였다. 막투이는 병사를 이끌고 농문력을 토벌하러 갔으나 고립되어 깊숙이 들어갔다가 독화살을 맞고 전사하였다.
1527년, 막투이의 현손인 막당중이 막 왕조를 세운 뒤 막투이의 묘호를 유조(裕祖), 시호를 조복홍도적덕황제(肇福弘道積德皇帝)라고 하였다.

## 가족
- 조부: 막딘찌
- 부친: 막자오
- 아들: 막까오

## 같이 보기
- 팜테깡
- 응우옌후언
- 르엉니으홋
- 도주이쭝
- 쩐퐁
- 판리에우